# لیکان هایپراسپورت
لیکان هایپراسپورت (به انگلیسی: Lykan HyperSport)یک خودرو اسپرت تولید محدود ساخت شرکت دبلیو موتورز(به انگلیسی: W Motors) کشورلبنان می‌باشد.

شرکت دبلیو موتورز تصمیم به تولید تنها هفت عدد از این نوع خودرو را دارد که اولین تولید آن در فوریه ۲۰۱۳ در قطر به نمایش عموم درآمد، همچنین از این مدل خودرو در فیلم سریع و خشمگین ۷ (به انگلیسی: Fast & Furious 7)و بازی‌های ویدئویی مسابقهٔ جی‌تی: آکادمی موتور ،آسفالت ۸: هوابرد ،باشگاه رانندگی وProject CARS و فورزا هورایزن ۳ استفاده شده.این خودرو با قیمت ٣.۴میلیون دلار در زمان تولید رتبه سوم را در بین گرانترین خوروها کسب کرده بود. علت بالا بودن قیمت این خودرو آپشن‌های آن است که یکی از این آپشن‌ها چراغهای جلوی این خودرو می‌باشد. چراغهای جلوی این مدل خودرو از تیتانیوم با لبه‌هایی از الماس ساخته شده که البته خریدار می‌تواند آن را با جواهراتی مانند یاقوت، الماس، الماس زرد، و یاقوت کبود تغییر دهد.
حداکثر سرعت خودروی لایکن هایپراسپورت ۳۸۵ کیلومتر بر ساعت (۲۳۹ مایل بر ساعت)و شتاب  ۰ تا ۱۰۰ کیلومتر بر ساعت (۰ تا ۶۲ مایل بر ساعت) آن در ۲٬۸ثانیه و همچنین ۰ تا ۲۰۰ کیلومتر بر ساعت (۰ تا ۱۲۴ مایل بر ساعت)در ۹٬۴ثانیه می باشد. 

## تصاویر

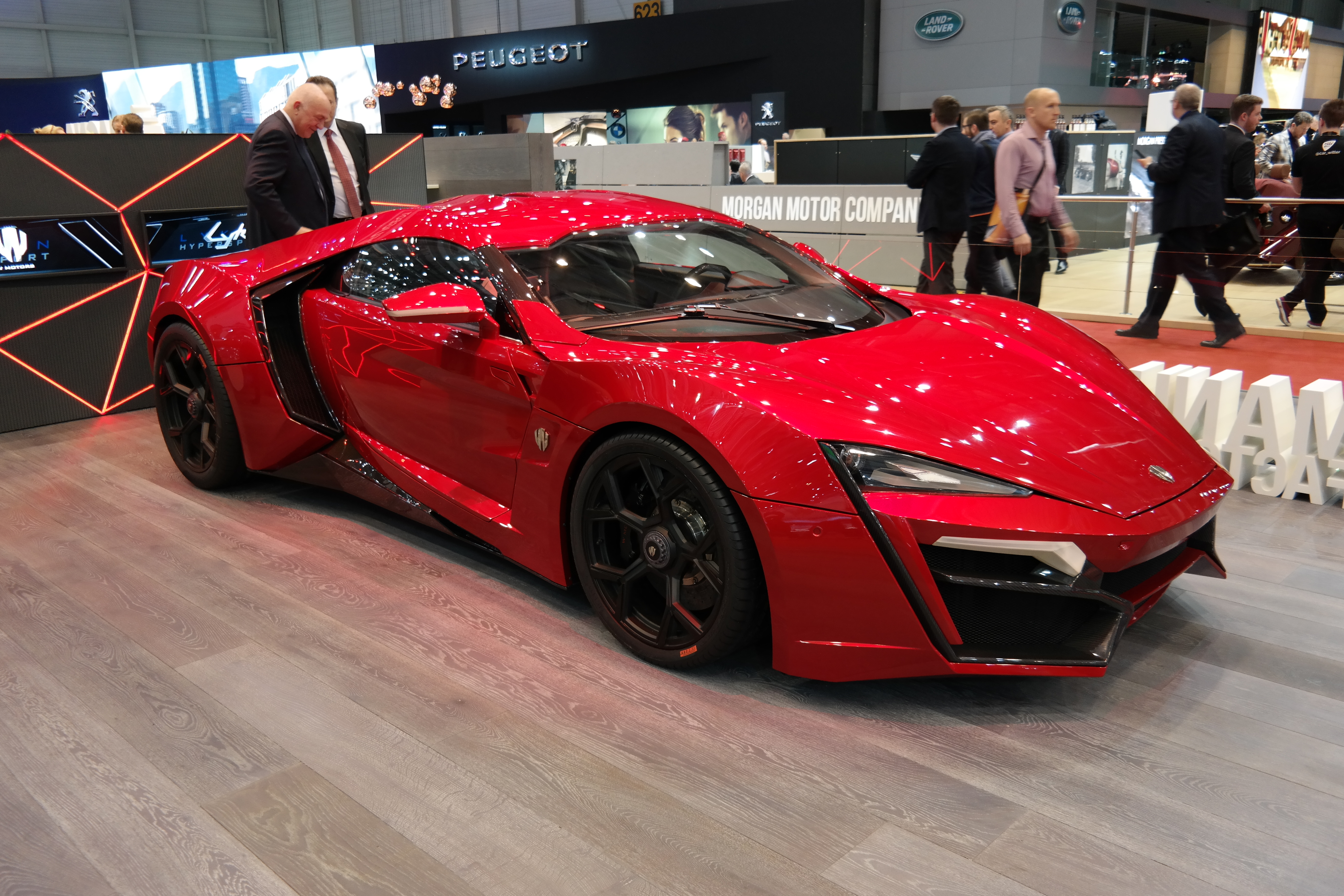
2016 Geneva Motor Show.
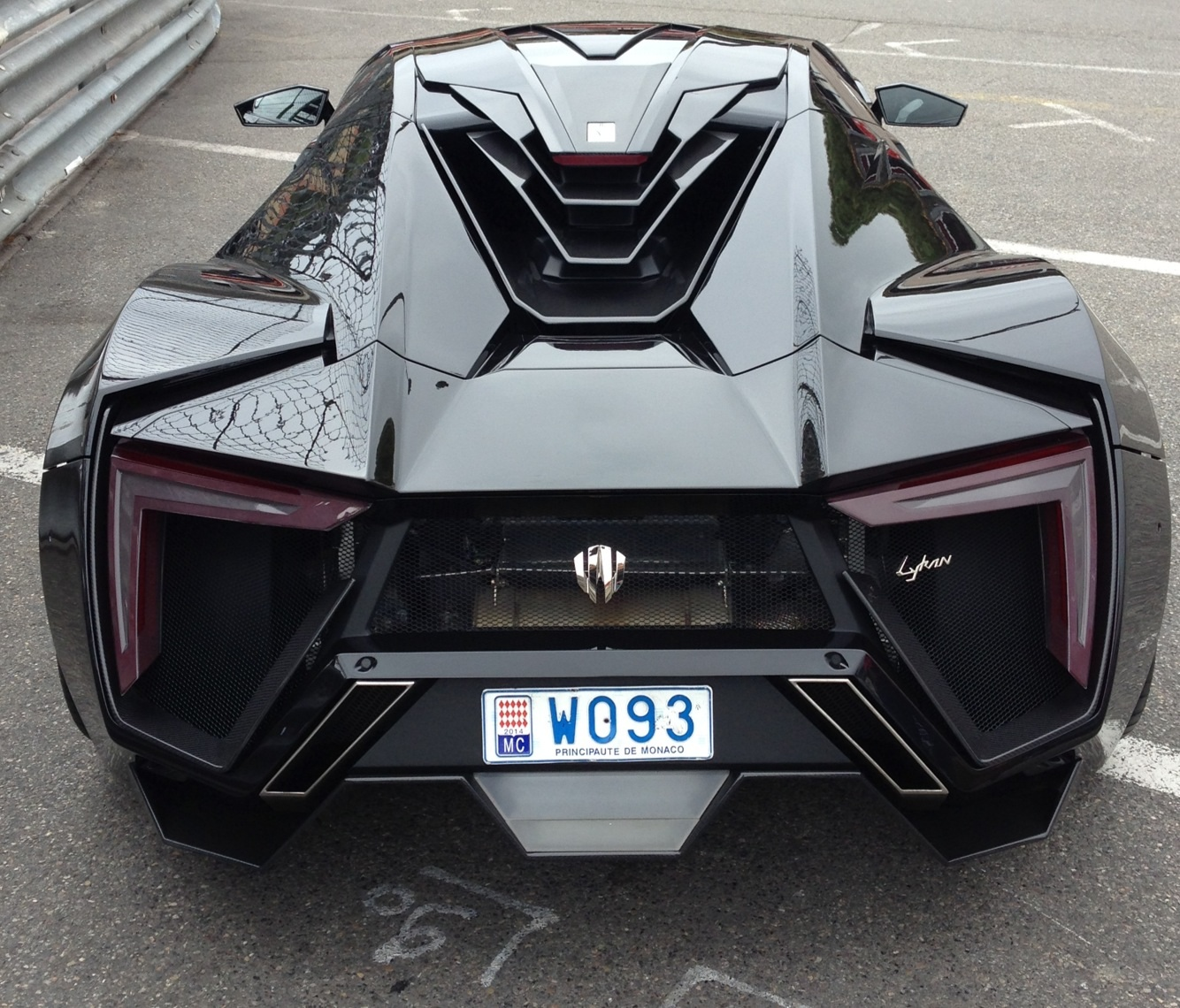
Rear view.
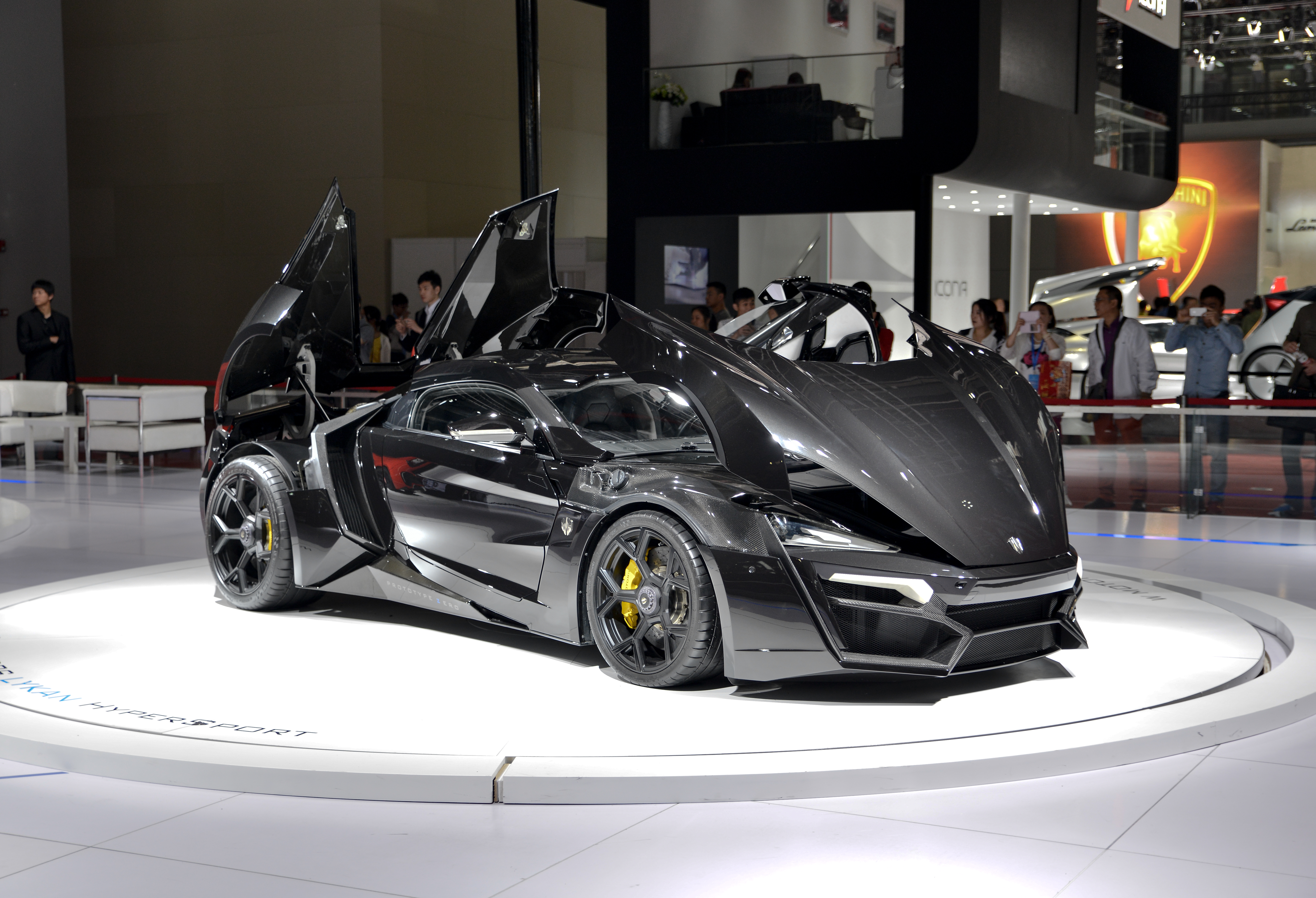
Lykan Hypersport at Auto Shanghai 2015
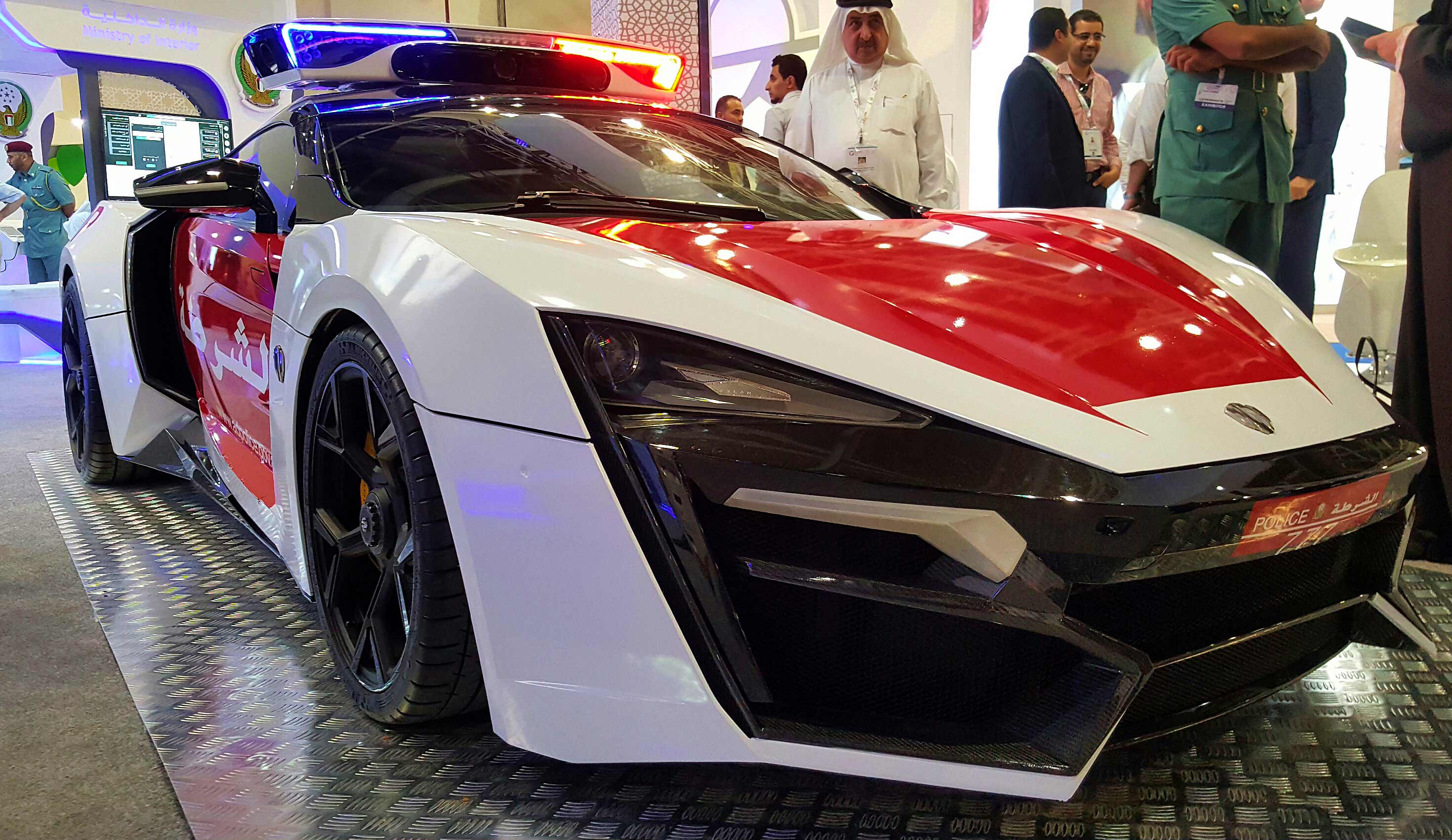
Lykan Hypersport - Abu-Dhabi Police Edition on display at GITEX 2015